# Odontolabis nobuhikoi
Odontolabis nobuhikoi là một loài bọ cánh cứng trong họ Lucanidae. Loài này được Ikeda mô tả khoa học năm 2001.